# 1904 în literatură
- 1903 în literatură — 1904 în literatură — 1905 în literatură

Anul 1904 în literatură a implicat o serie de noi cărți semnificative.

## Cărți noi
- L. Frank Baum - The Marvelous Land of Oz
- Hall Caine  - The Prodigal Son
- G. K. Chesterton - The Napoleon of Notting Hill
- Joseph Conrad - Nostromo
- Alexandre Dumas - The Wolf Leader
- Claude Farrère - Fumée d'opium
- John Galsworthy - The Island Pharisees
- Frederic Harrison - Theophano, The Crusade of the Tenth Century
- Robert Herrick - The Common Lot
- Hermann Hesse - Peter Camenzind
- William Henry Hudson - Green Mansions
- Robert Smythe Hichens - The Garden of Allah
- Henry James - The Golden Bowl
- M. R. James - Ghost Stories of an Antiquary
- Mary Johnston - Sir Mortimer
- Jack London - The Sea-Wolf
- Arthur Morrison - The Green Eye of Goona
- Luigi Pirandello - The Late Mattia Pascal
- Beatrix Potter - The Tale of Benjamin Bunny
- Frederick Rolfe - Hadrian the Seventh
- Romain Rolland - Jean-Christophe (vol. 1)
- May Sinclair - The Divine Fire
- Mark Twain - A Dog's Tale
- Jules Verne
  - O tragedie în Livonia
  - Stăpânul Lumii
- H. G. Wells - The Food of the Gods
- Owen Wister
  - A Journey In Search of Christmas
  - Philosophy 4
- Stefan Żeromski - Ashes

## Premii
- Premiul Nobel pentru Literatură: Bjørnstjerne Bjørnson